# Roques de Puigsaré
Les Roques de Puigsaré és una muntanya de 1.450 metres d'altitud del terme municipal de Soriguera, a la comarca del Pallars Sobirà. Pertany al territori del terme primigeni de Soriguera.
Està situat en el sector nord del terme municipal, al nord de Vilamur i al nord-est d'Embonui, a llevant de l'extrem est del Serrat de Sant Feliu. És dins del Parc Natural de l'Alt Pirineu.